# Оноклея
Оноклея (лат. Onoclea) — род растений семейства Оноклеевые (Onocleaceae), произрастающих во влажных средах обитания в восточной Азии и восточной части Северной Америки. Это листопадные папоротники со стерильными вайями, возникающими весной из ползучих корневищ и отмирающими при первых заморозках. Спороносные вайи появляются в конце лета. В зависимости от источников род включает от одного до пяти видов. 

## Описание
Поскольку род является монотипным или олиготипным, то описание см. в статье Оноклея чувствительная (Onoclea sensibilis).

## Этимология
Родовое научное название Оноклея происходит от греческого «onos», что означает «-сосуд», и «-kleio», что означает «закрывать», описывая плотно скрученные сорусы на плодоносных побегах. 

## Виды
В классификации групп филогении птеридофитов 2016 года (PPG I) Onoclea имеет один вид: 
- Onoclea sensibilis L. — Оноклея чувствительная[4]

### Перенесённые виды
Следующие виды Onoclea были перенесены в другие роды, как указано ниже. 
- Onoclea attenuata Sw. = Lomaridium attenuatum (Sw.) Gasper & V.A.O.Dittrich
- Onoclea boryana Sw. = Lomariocycas tabularis (Thunb.) Gasper & A.R.Sm.
- Onoclea hintonii (F.Ballard) Christenh. = Onocleopsis hintonii F.Ballard
- Onoclea intermedia (C.Chr.) M.Kato, T.Suzuki & Nakato = Pentarhizidium intermedium (C.Chr.) Hayata
- Onoclea lineata (Sw.) Sw. = Parablechnum lineatum (Sw.) Gasper & Salino
- Onoclea nuda Labill. = Lomaria nuda (Labill.) Willd.
- Onoclea orientalis (Hook.) Hook. = Pentarhizidium orientale (Hook.) Hayata
- Onoclea pensylvanica (Willd.) Sm. = Matteuccia struthiopteris var. pensylvanica (Willd.) Morton
- Onoclea polypodioides (Sw.) Sw., nom. illeg. = Lomaridium fragile (Liebm.) Gasper & V.A.O.Dittrich
- Onoclea polypodioides L. = Gleichenia polypodioides (L.) Sm.
- Onoclea scandens Sw., nom. illeg. superfl. = Stenochlaena palustris (Burm.fil.) Bedd.
- Onoclea spicant (L.) Hoffm. = Struthiopteris spicant (L.) Weiss – deer fern (Europe, western North America)
- Onoclea spicata (L.f.) Sw. = Lepisorus spicatus (L.f.) Li Wang
- Onoclea striatum Sw. = Parablechnum ryanii (Kaulf.) Gasper & Salino
- Onoclea struthiopteris (L.) Hoffm. = Matteuccia struthiopteris (L.) Tod.